# Cape Barren
Cape Barren eller Cape Barren Island är en ö norr om det nordöstra hörnet av Tasmanien i Australien, i ögruppen Furneaux i sundet Bass. Den största ön i samma grupp, Flinders, ligger norr om Cape Barren, och den mycket mindre ön Clarke ligger i söder. Den högsta punkten på Cape Barren är berget Munro, med en högsta höjd av 715 meter över havet. Mount Munro är troligtvis uppkallat efter James Munro (ca. 1779-1845), en straffånge och säljägare som levde på den närbelägna ön Preservation i mer än 20 år med början på 1820-talet. 
Cape Barren har en yta av 478,4 kvadratkilometer. Befolkningstalet uppgick år 2006 till 268 personer. De flesta av dessa bodde i bosättningen Cape Barren Island, också kallad The Corner (hörnet), vid den nordöstra kusten.
Det var på den här ön som Australiens enda naturligt förekommande gåsart, hönsgås, påträffades första gången.